# Hexachaeta seabrai
Hexachaeta seabrai är en tvåvingeart som beskrevs av Lima 1953. Hexachaeta seabrai ingår i släktet Hexachaeta och familjen borrflugor. Inga underarter finns listade i Catalogue of Life.